# 末代皇帝 (电视剧)
《末代皇帝》是展现清朝末代皇帝溥仪一生的电视剧，劇本根据溥仪回忆录《我的前半生》進行設定，溥杰为顾问，陈道明主演。该片于1988年播出，片长36集。

## 演员名單
- 張萌／蔡遠航／陳道明／朱旭 飾 溥儀
- 罗历歌 飾 婉容
- 鄭天瑋 飾 文绣
- 郭宵珍 飾 譚玉齡
- 黄月美 飾 李玉琴
- 藍天野 飾 醇親王载沣
- 穆寧 飾 瓜爾佳氏（溥儀之母）
- 吴淑昆 飾 劉佳氏（溥儀祖母）
- 陳麗明 飾 王焦氏（溥儀乳母）
- 田鵬／楊斌／馬建 飾 溥傑
- 陳松 飾 嵯峨浩
- 朱琳 飾 慈禧太后
- 梁月軍 飾 隆裕太后
- 楊立新 飾 光緒帝
- 劉駿 飾 瑾妃（端康太妃）
- 童超 飾 慶親王奕劻
- 劉亚軍 飾 恭親王溥伟
- 吴雪 飾 陳宝琛
- 谭宗尧 飾 良弼
- 劉國祥 飾 李蓮英
- 于志寛 飾 小德張
- 牛星麗 飾 張謙和
- 劉赫男 飾 文珊（文绣之妹）
- 李大千 飾 袁世凱
- 李春立 飾 袁克定（袁世凱之子）
- 严飛 飾 鄭孝胥
- 盧永 飾 張景惠
- 石維堅 飾 孫文
- 趙恒多 飾 蒋介石
- 吴尔扬 飾 張作霖
- 修宗迪 飾 康有為
- 楊宝琮 飾 張勳
- 曹世骧 飾 胡適
- 于守金 飾 馮玉祥
- 仲继亮 飾 鹿鍾麟
- 劉躍／張彤 飾 小瑞（溥儀之侄毓嵒）
- 薛民／張威 飾 小秀（溥儀之侄毓嵣）
- 何洪港 飾 小固（溥儀之侄毓嶦）
- 洪宇宙 飾 李順
- 賛米特 飾 庄士敦
- 龍万灵 飾 格里戈里·謝苗諾夫
- 馬爾丁斯 飾 威廉·弗拉德·韦伯爵士
- 米爾頓・霍爾斯担 飾 约瑟夫·季南检察官
- 白瑞理 飾 布拉肯尼律师
- 胡浩 飾 吉岡安直
- 陳東 飾 土肥原賢二
- 紀維時 飾 菱刈隆
- 李嘉宝 飾 山田乙三
- 張挺 飾 駒井德三
- 趙蔚彬 飾 橋本虎之助
- 劉龍 飾 板垣征四郎
- 田继海 飾 小野寺教授
- 李默然 飾 战犯收容所長
- 王天鵬 飾 賀龍
- 魏启明 飾 陳毅
- 柴雲清 飾 周恩来

## 职员
- 导演：周寰、張健民
- 编剧：王树元
- 製片：郝恆民、趙蔚彬
- 音乐：王憲
- 摄影：王東明、高志虹
- 美術：何宝通、蔡龍西

## 节目变迁
| 重温经典频道 电视剧剧场一 週一至週日 19:30-21:00 | 重温经典频道 电视剧剧场一 週一至週日 19:30-21:00 | 重温经典频道 电视剧剧场一 週一至週日 19:30-21:00 |
| ------------------------------------------------ | ------------------------------------------------ | ------------------------------------------------ |
|                                                  | 末代皇帝 （2024.5.5 - 2024.5.18）                |                                                  |
| 三国演义 （2024.3.24 - 2024.5.4）                | 大染坊 （2024.5.19 - ）                          |                                                  |